# Heidi (miniserie televisiva)
Heidi è una miniserie televisiva in due puntate del 1993, diretta da Michael Ray Rhodes e basata sull'omonimo romanzo scritto da Johanna Spyri, pubblicato nel 1880 e ambientato fra la Svizzera e la Germania nella metà dell'Ottocento, alla fine della prima rivoluzione industriale. Noley Thornton interpreta la piccola protagonista al fianco di Jason Robards e Jane Seymour.
Prodotta dalla Walt Disney Television in collaborazione con la Bill McCutchen Productions e la Silvio Berlusconi Communications, in Italia è stata trasmessa per la prima volta il 27 e 29 dicembre 1993 su Canale 5, conquistando 9.341.000 telespettatori.

## Trama

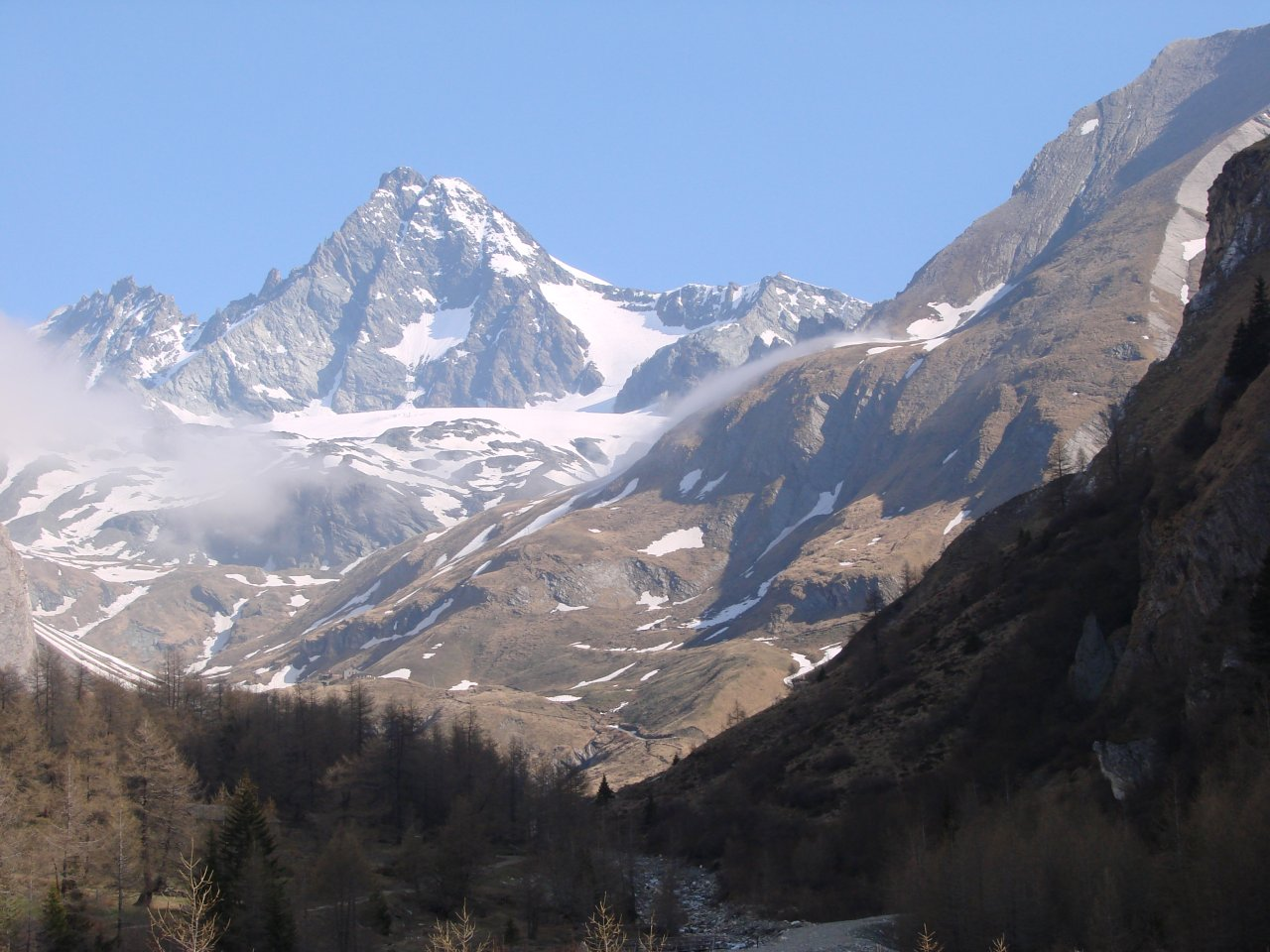
Il Großglockner, che fa sfondo alla storia

Il film inizia con un flashback nel quale il padre di Heidi, John, durante un litigio con il padre Tobias in merito allo sviluppo della loro proprietà, fugge per i boschi insieme alla moglie Adelaide che tiene in braccio la piccola Heidi, nata da poco tempo. Il temporale è violento e mentre la coppia di sposi con la bimba fugge a valle, un fulmine colpisce un abete facendolo precipitare addosso a loro. I genitori di Heidi muoiono e la piccola sopravvive per miracolo. Sentendosi colpevole dell'accaduto, il nonno rifiuta di occuparsi della bambina, perciò Heidi viene affidata alla zia materna Dete, che lavora in un albergo a Maienfeld, nelle Alpi svizzere, e che non prova nessun affetto per lei.
Circa otto anni dopo, la zia Dete trova lavoro presso una famiglia borghese di Francoforte e, non potendo portare con sé la bimba, la conduce presso lo scontroso nonno sull'alpe al di sopra di Maienfeld e Dörfli, il piccolo villaggio di montagna dove Heidi è nata. Durante il tragitto Heidi farà la conoscenza del pastorello Peter con il quale stringerà un bellissimo rapporto d'amicizia. La conoscenza con il nonno non è delle più facili, poiché questi è diventato un uomo burbero che non tollera la compagnia di nessuno e che da molti anni non frequenta nessuno del paese. La gentilezza e la bontà della piccola rendono il nonno più aperto e affettuoso tanto da spingerlo a riallacciare i rapporti con la gente di Dörfli. Heidi conosce anche Mary, la nonna non vedente di Peter che vive in una baita fatiscente sperduta sui monti e le si affeziona molto. Grazie alla sua intercessione, il nonno di Heidi sistemerà il tetto e le imposte della casa di Peter, facendo comprendere alla gente quanto effettivamente la presenza della piccola avesse contribuito a far cambiare il vecchio dell'Alpe. Dete però ritorna a turbare la quiete ed il dolce equilibrio che si era finalmente formato fra Heidi ed il nonno: la famiglia per cui Dete lavora è infatti in cerca di una compagna per l'inferma Clara, la figlia del signor Sesemann, e pensando di trarne un buon guadagno si reca nella baita del vecchio dell'Alpe con il quale ha un drammatico scontro, giocando con i sensi di colpa di questi accusandolo di aver causato la morte del cognato e della sorella per il suo comportamento burbero e scontroso e facendosi lasciare la piccola.
Le due arrivano a Francoforte e lo scontro con la vita di città è durissimo. Casa Sesemann è una fredda dimora di benestanti signorotti locali, gestita con profonda severità dalla signora Rottenmeier. La piccola montanara, che non è mai andata a scuola e non sa leggere né scrivere, si ritrova catapultata in un mondo dove le giornate sono scandite dagli obblighi scolastici e poca libertà. Qui Heidi vive una vita non sua, desiderando con tutte le sue forze di tornare alle sue montagne, soffrendo di una profonda nostalgia che però non le è permesso manifestare. La sua compagna Clara è infatti su una sedia a rotelle, soffre di asma e ogni agitazione le comporta dei fortissimi attacchi che non fanno altro che sconvolgere la piccola Heidi. Clara seppur buona è in parte viziata e non vuole separarsi da Heidi perché è sempre sola e senza amici e quindi usa ogni scusa per tenere Heidi a Francoforte in modo permanente. L'amicizia molto forte che nascerà fra le due ragazzine appiana solo parzialmente il malessere di Heidi, che in occasione di un ennesimo tremendo attacco d'asma di Clara verrà accusata pesantemente dalla Rottenmeier di essere la causa della precaria salute della ragazza. La visita della nonna paterna di Clara migliorerà un po' la situazione in Casa Sesemann: sarà proprio la saggia e affettuosa signora la prima a rendersi conto del profondo disagio della piccola. Questa infatti non mangia e inizia pian piano a deperire, fino a quando il medico amico dei Sesemann, il dottor Classen, non si accorge di quanto sia oggettivamente peggiorata la salute della piccola, tanto da diventare sonnambula e girare di notte per casa come se fosse un fantasma. Di comune accordo col padre di Clara, il dottore decide di rimandarla, per il suo bene, alla casa di montagna, dal nonno. Clara ci rimane molto male, ma le viene promesso che un domani sarebbe potuta andare a trovarla per poi ricondurla nuovamente a Francoforte quando Heidi si sarebbe rimessa.
Heidi ritorna a casa dal nonno, che dopo l'iniziale riluttanza la riaccetta nella sua vita, e dopo un periodo di felicità e gioia riesce a convincere la nonna ed il padre di Clara a portare la ragazzina in montagna per una breve vacanza. Prima, però, un brutto colpo è in arrivo per la bambina: la salute di nonna Mary è peggiorata e nonostante Heidi riesca a fare arrivare da Francoforte il dottor Classen la donna muore di vecchiaia essendo ormai anziana ma prima di morire dà ad Heidi la lezione più importante ovvero di non lasciare che altri si approfittino della sua natura gentile e di non farsi condizionare da nessuno nelle sue scelte. Durante il soggiorno in montagna Clara viene rinvigorita dall'aria salubre e dal cibo sano ma rifiuta l'idea di poter camminare ritenendolo impossibile. Un giorno Peter senza volerlo a causa della sua gelosia verso Clara poiché Heidi trascorre più tempo con lei che con lui finisce per far cadere la sedia a rotelle di Clara scappando poco dopo per la vergogna lasciando credere che la sedia l'abbia fatta precipitare il vento. Quello stesso giorno Clara e Heidi decidono di andare al pascolo insieme a Peter e qui il ragazzo convince Heidi a dire a Clara la verità che fino a quel momento le ha taciuto vale a dire che lei non può tornare con Clara a Francoforte perché sono le Alpi il suo mondo. Hedi in quel momento riesce a capire il senso delle parole della nonna di Peter ovvero che deve essere lei a decidere dove vuole restare e con decisione conferma le parole di Peter affermando che Clara non la può costringere a stare in un posto in cui lei non vuole stare e che rimarrà sulle Alpi ma che nonostante ciò Clara rimarrà sempre sua amica. Clara inizialmente sconvolta accusa Heidi di essere una bugiarda e di aver infranto la loro amicizia ma Peter spazientito dalle ingiuste accuse di Clara le fa notare che si comporta da viziata nel reagire così rivelando di essere stato lui ad aver provocato la distruzione della sedia a rotelle seppur accidentalmente lasciando Clara scioccata da quanto dettogli. In quel momento però Heidi finisce per scivolare da una sporgenza e rischia di precipitare in un dirupo e Peter non esita un istante a correre in aiuto dell'amica e vedendoli in difficoltà Clara trova in sè la forza di reagire e aiuta Peter a salvare Heidi riuscendo per la prima volta a muoversi con le sue gambe e a camminare venendo successivamente accettata come amica da Peter. Quando il padre di Clara giunge alla baita per recuperare Clara e Heidi rimane stupito nel vedere la figlia camminare per la prima volta e che finalmente è riuscita a guarire dalla sua malattia e qui Clara compresa la lezione ricevuta accetta la decisione di Heidi di restare col suo amato nonno e i suoi amici in montagna. Alla fine, Heidi decide di rimanere sulle sue amate Alpi e ritornerà quindi definitivamente a vivere a casa del nonno, senza però dimenticare la sua grande amica di Francoforte.

## Location
Il film è stato girato a Salisburgo e in Tirolo, esattamente in Osttirol presso il paese di Kals am Großglockner. La baita del nonno che si vede nel film si trova invece sui pendii della valle a sud del Großglockner, che con i suoi 3.798 metri è la più elevata dell'Austria.

## Distribuzione
In seguito alla prima trasmissione, la miniserie è stata più volte replicata sui canali Mediaset sotto forma di un unico film televisivo, in alcuni casi accorciata a poco più di 120 minuti. Nonostante l'enorme successo televisivo, e la distribuzione in numerosi altri paesi del mondo, in Italia non è ancora stata ufficialmente pubblicata in DVD. Esiste tuttavia un'edizione VHS distribuita nel giugno 1994 dalla Buena Vista Home Entertainment.